# Alabama kongresszusi delegációinak listája
Ez a lista az Amerikai Egyesült Államok Alaszka államának szenátorait, illetve képviselőházi képviselőit sorolja föl. Alabama sorrendben huszonkettedikként, 1819. december 14-én csatlakozott az USA-hoz. Az alabamai kormányzók listáját 1817. március 3-tól számítjuk, amikor az alabamai terület kivált a Mississippi területből. 1817. március 6-án választották meg William Wyatt Bibb személyében a terület első kormányzóját, aki később 1819-ben Alabama állam első kormányzója is lett.
A képviselőket két évente választják meg, a szenátorok közül az egyik a 2., a második pedig a 3. osztály tagja.

## Jelenlegi delegáció

### Szenátorok
| Tommy Tuberville szenátor (R) | Katie Britt szenátor (R) |

### Képviselők
| Képviselők az Egyesült Államok 119. kongresszusában | Képviselők az Egyesült Államok 119. kongresszusában | Képviselők az Egyesült Államok 119. kongresszusában | Képviselők az Egyesült Államok 119. kongresszusában | Képviselők az Egyesült Államok 119. kongresszusában | Képviselők az Egyesült Államok 119. kongresszusában | Képviselők az Egyesült Államok 119. kongresszusában | Képviselők az Egyesült Államok 119. kongresszusában |
| Körzet                                              | Kép                                                 | Képviselő                                           | Párt                                                | Körzetének székhelye                                | Körzetének térképe                                  | Hivatali idő kezdete                                | A képviselő születési éve                           |
| --------------------------------------------------- | --------------------------------------------------- | --------------------------------------------------- | --------------------------------------------------- | --------------------------------------------------- | --------------------------------------------------- | --------------------------------------------------- | --------------------------------------------------- |
| 1.                                                  |                                                     | Barry Moore                                         |                                                     | Mobile                                              |                                                     | 2025                                                | 1966                                                |
| 2.                                                  |                                                     | Shomari Figures                                     |                                                     | Montgomery                                          |                                                     | 2025                                                | 1976                                                |
| 3.                                                  |                                                     | Mike Rogers                                         |                                                     | Auburn                                              |                                                     | 2003                                                | 1958                                                |
| 4.                                                  |                                                     | Robert Aderholt                                     |                                                     | Florence                                            |                                                     | 1997                                                | 1965                                                |
| 5.                                                  |                                                     | Dale Strong                                         |                                                     | Huntsville                                          |                                                     | 2023                                                | 1954                                                |
| 6.                                                  |                                                     | Gary Palmer                                         |                                                     | Birmingham                                          |                                                     | 2015                                                | 1954                                                |
| 7.                                                  |                                                     | Terri Sewell                                        |                                                     | Birmingham                                          |                                                     | 2011                                                | 1965                                                |

## Alabama korábbi szenátorai
| 2. osztály | Kongresszus | Kongresszus                          | Kongresszus                         | 3. osztály                 |
| --- | --- | ------------------------------------ | ----------------------------------- | -------------------------- |
| William R. King (D-R) | | Az USA 16. kongresszusa (1819–1821)  |                                     | John Williams Walker (D-R) |
| William R. King (D-R) | Az USA 17. kongresszusa (1821–1823) |                                      |                                     | John Williams Walker (D-R) |
| William R. King (D-R) | William Kelly (D-R) |                                      |                                     |                            |
| William R. King (Jackson D-R) | | Az USA 18. kongresszusa (1823–1825)  | William Kelly (Jackson D-R)         |                            |
| William R. King (J) | Az USA 19. kongresszusa (1825–1827) |                                      | Henry H. Chambers (J)               |                            |
| William R. King (J) | Az USA 19. kongresszusa (1825–1827) | Israel Pickens (J)                   |                                     |                            |
| William R. King (J) | Az USA 19. kongresszusa (1825–1827) | John McKinley (J)                    |                                     |                            |
| William R. King (J) | Az USA 20. kongresszusa (1827–1829) |                                      |                                     |                            |
| William R. King (J) | Az USA 21. kongresszusa (1829–1831) |                                      |                                     |                            |
| William R. King (J) | Az USA 22. kongresszusa (1831–1833) |                                      | Gabriel Moore (J)                   |                            |
| William R. King (J) | Az USA 23. kongresszusa (1833–1835) |                                      | Gabriel Moore (J)                   |                            |
| William R. King (J) | Az USA 24. kongresszusa (1835–1837) |                                      | Gabriel Moore (J)                   |                            |
| William R. King (D) | Az USA 25. kongresszusa (1837–1839) |                                      | John McKinley (D)                   |                            |
| William R. King (D) | Az USA 25. kongresszusa (1837–1839) | Clement Comer Clay (D)               |                                     |                            |
| William R. King (D) | Az USA 26. kongresszusa (1839–1841) |                                      |                                     |                            |
| William R. King (D) | Az USA 27. kongresszusa (1841–1843) |                                      |                                     |                            |
| William R. King (D) | Arthur P. Bagby (D) |                                      |                                     |                            |
| William R. King (D) | Az USA 28. kongresszusa (1843–1845) |                                      |                                     |                            |
| Dixon Hall Lewis (D) | |                                      |                                     |                            |
| Az USA 29. kongresszusa (1845–1847) | |                                      |                                     |                            |
| | Az USA 30. kongresszusa (1847–1849) |                                      |                                     |                            |
| Benjamin Fitzpatrick (D) | William R. King (D) |                                      |                                     |                            |
| Benjamin Fitzpatrick (D) | William R. King (D) | Az USA 31. kongresszusa (1849–1851)  |                                     |                            |
| Jeremiah Clemens (D) | William R. King (D) |                                      |                                     |                            |
| Az USA 32. kongresszusa (1851–1853) | William R. King (D) |                                      |                                     |                            |
| Benjamin Fitzpatrick (D) | |                                      |                                     |                            |
| Széküresedés | | Az USA 33. kongresszusa (1853–1855)  |                                     |                            |
| Clement Claiborne Clay (D) | | Az USA 33. kongresszusa (1853–1855)  |                                     |                            |
| Az USA 34. kongresszusa (1855–1857) | | Széküresedés                         |                                     |                            |
| Az USA 34. kongresszusa (1855–1857) | Benjamin Fitzpatrick (D) |                                      |                                     |                            |
| Az USA 35. kongresszusa (1857–1859) | |                                      |                                     |                            |
| | Az USA 36. kongresszusa (1859–1861) |                                      |                                     |                            |
| Nem volt betöltve (lásd: Az Amerikai Konföderációs Államok ideiglenes kongresszusa, Az Amerikai Konföderációs Államok első kongresszusa, Az Amerikai Konföderációs Államok második kongresszusa) | Nem volt betöltve (lásd: Az Amerikai Konföderációs Államok ideiglenes kongresszusa, Az Amerikai Konföderációs Államok első kongresszusa, Az Amerikai Konföderációs Államok második kongresszusa) |                                      |                                     |                            |
| Nem volt betöltve (lásd: Az Amerikai Konföderációs Államok ideiglenes kongresszusa, Az Amerikai Konföderációs Államok első kongresszusa, Az Amerikai Konföderációs Államok második kongresszusa) | Nem volt betöltve (lásd: Az Amerikai Konföderációs Államok ideiglenes kongresszusa, Az Amerikai Konföderációs Államok első kongresszusa, Az Amerikai Konföderációs Államok második kongresszusa) | Az USA 37. kongresszusa (1861–1863)  |                                     |                            |
| Nem volt betöltve (lásd: Az Amerikai Konföderációs Államok ideiglenes kongresszusa, Az Amerikai Konföderációs Államok első kongresszusa, Az Amerikai Konföderációs Államok második kongresszusa) | Nem volt betöltve (lásd: Az Amerikai Konföderációs Államok ideiglenes kongresszusa, Az Amerikai Konföderációs Államok első kongresszusa, Az Amerikai Konföderációs Államok második kongresszusa) | Az USA 38. kongresszusa (1863–1865)  |                                     |                            |
| Nem volt betöltve (lásd: Az Amerikai Konföderációs Államok ideiglenes kongresszusa, Az Amerikai Konföderációs Államok első kongresszusa, Az Amerikai Konföderációs Államok második kongresszusa) | Nem volt betöltve (lásd: Az Amerikai Konföderációs Államok ideiglenes kongresszusa, Az Amerikai Konföderációs Államok első kongresszusa, Az Amerikai Konföderációs Államok második kongresszusa) | Az USA 39. kongresszusa (1865–1867)  |                                     |                            |
| Nem volt betöltve (lásd: Az Amerikai Konföderációs Államok ideiglenes kongresszusa, Az Amerikai Konföderációs Államok első kongresszusa, Az Amerikai Konföderációs Államok második kongresszusa) | Nem volt betöltve (lásd: Az Amerikai Konföderációs Államok ideiglenes kongresszusa, Az Amerikai Konföderációs Államok első kongresszusa, Az Amerikai Konföderációs Államok második kongresszusa) | Az USA 40. kongresszusa (1867–1869)  |                                     |                            |
| Willard Warner (R) | George E. Spencer (R) |                                      |                                     |                            |
| Willard Warner (R) | George E. Spencer (R) | Az USA 41. kongresszusa (1869–1871)  |                                     |                            |
| George Goldthwaite (D) | George E. Spencer (R) |                                      | Az USA 42. kongresszusa (1871–1873) |                            |
| George Goldthwaite (D) | George E. Spencer (R) | Az USA 43. kongresszusa (1873–1875)  |                                     |                            |
| George Goldthwaite (D) | George E. Spencer (R) | Az USA 44. kongresszusa (1875–1877)  |                                     |                            |
| John Tyler Morgan (D) | George E. Spencer (R) |                                      | Az USA 45. kongresszusa (1877–1879) |                            |
| John Tyler Morgan (D) | Az USA 46. kongresszusa (1879–1881) |                                      | George S. Houston (D)               |                            |
| John Tyler Morgan (D) | Az USA 46. kongresszusa (1879–1881) | Luke Pryor (D)                       |                                     |                            |
| John Tyler Morgan (D) | Az USA 46. kongresszusa (1879–1881) | James L. Pugh (D)                    |                                     |                            |
| John Tyler Morgan (D) | Az USA 47. kongresszusa (1881–1883) |                                      |                                     |                            |
| John Tyler Morgan (D) | Az USA 48. kongresszusa (1883–1885) |                                      |                                     |                            |
| John Tyler Morgan (D) | Az USA 49. kongresszusa (1885–1887) |                                      |                                     |                            |
| John Tyler Morgan (D) | Az USA 50. kongresszusa (1887–1889) |                                      |                                     |                            |
| John Tyler Morgan (D) | Az USA 51. kongresszusa (1889–1891) |                                      |                                     |                            |
| John Tyler Morgan (D) | Az USA 52. kongresszusa (1891–1893) |                                      |                                     |                            |
| John Tyler Morgan (D) | Az USA 53. kongresszusa (1893–1895) |                                      |                                     |                            |
| John Tyler Morgan (D) | Az USA 54. kongresszusa (1895–1897) |                                      |                                     |                            |
| John Tyler Morgan (D) | Az USA 55. kongresszusa (1897–1899) |                                      | Edmund Pettus (D)                   |                            |
| John Tyler Morgan (D) | Az USA 56. kongresszusa (1899–1901) |                                      | Edmund Pettus (D)                   |                            |
| John Tyler Morgan (D) | Az USA 57. kongresszusa (1901–1903) |                                      | Edmund Pettus (D)                   |                            |
| John Tyler Morgan (D) | Az USA 58. kongresszusa (1903–1905) |                                      | Edmund Pettus (D)                   |                            |
| John Tyler Morgan (D) | Az USA 59. kongresszusa (1905–1907) |                                      | Edmund Pettus (D)                   |                            |
| John Tyler Morgan (D) | Az USA 60. kongresszusa (1907–1909) |                                      | Edmund Pettus (D)                   |                            |
| John H. Bankhead (D) | Joseph F. Johnston (D) |                                      |                                     |                            |
| John H. Bankhead (D) | Joseph F. Johnston (D) | Az USA 61. kongresszusa (1909–1911)  |                                     |                            |
| John H. Bankhead (D) | Joseph F. Johnston (D) | Az USA 62. kongresszusa (1911–1913)  |                                     |                            |
| John H. Bankhead (D) | | Az USA 63. kongresszusa (1913–1915)  |                                     | Széküresedés               |
| John H. Bankhead (D) | Francis S. White (D) | Az USA 63. kongresszusa (1913–1915)  |                                     |                            |
| John H. Bankhead (D) | Az USA 64. kongresszusa (1915–1917) | Oscar W. Underwood (D)               |                                     |                            |
| John H. Bankhead (D) | Az USA 65. kongresszusa (1917–1919) | Oscar W. Underwood (D)               |                                     |                            |
| John H. Bankhead (D) | Az USA 66. kongresszusa (1919–1921) | Oscar W. Underwood (D)               |                                     |                            |
| B. B. Comer (D) | | Oscar W. Underwood (D)               |                                     |                            |
| J. Thomas Heflin (D) | | Oscar W. Underwood (D)               |                                     |                            |
| | Az USA 67. kongresszusa (1921–1923) | Oscar W. Underwood (D)               |                                     |                            |
| Az USA 68. kongresszusa (1923–1925) | | Oscar W. Underwood (D)               |                                     |                            |
| | Az USA 69. kongresszusa (1925–1927) | Oscar W. Underwood (D)               |                                     |                            |
| Az USA 70. kongresszusa (1927–1929) | | Hugo L. Black (D)                    |                                     |                            |
| Az USA 71. kongresszusa (1929–1931) | | Hugo L. Black (D)                    |                                     |                            |
| John H. Bankhead II (D) | | Hugo L. Black (D)                    | Az USA 72. kongresszusa (1931–1933) |                            |
| John H. Bankhead II (D) | Az USA 73. kongresszusa (1933–1935) | Hugo L. Black (D)                    |                                     |                            |
| John H. Bankhead II (D) | Az USA 74. kongresszusa (1935–1937) | Hugo L. Black (D)                    |                                     |                            |
| John H. Bankhead II (D) | Az USA 75. kongresszusa (1937–1939) | Hugo L. Black (D)                    |                                     |                            |
| John H. Bankhead II (D) | Dixie Bibb Graves (D) |                                      |                                     |                            |
| John H. Bankhead II (D) | J. Lister Hill (D) |                                      |                                     |                            |
| John H. Bankhead II (D) | Az USA 76. kongresszusa (1939–1941) |                                      |                                     |                            |
| John H. Bankhead II (D) | Az USA 77. kongresszusa (1941–1943) |                                      |                                     |                            |
| John H. Bankhead II (D) | Az USA 78. kongresszusa (1943–1945) |                                      |                                     |                            |
| John H. Bankhead II (D) | Az USA 79. kongresszusa (1945–1947) |                                      |                                     |                            |
| George R. Swift (D) | |                                      |                                     |                            |
| John J. Sparkman (D) | |                                      |                                     |                            |
| Az USA 80. kongresszusa (1947–1949) | |                                      |                                     |                            |
| | Az USA 81. kongresszusa (1949–1951) |                                      |                                     |                            |
| Az USA 82. kongresszusa (1951–1953) | |                                      |                                     |                            |
| Az USA 83. kongresszusa (1953–1955) | |                                      |                                     |                            |
| | Az USA 84. kongresszusa (1955–1957) |                                      |                                     |                            |
| Az USA 85. kongresszusa (1957–1959) | |                                      |                                     |                            |
| Az USA 86. kongresszusa (1959–1961) | |                                      |                                     |                            |
| | Az USA 87. kongresszusa (1961–1963) |                                      |                                     |                            |
| Az USA 88. kongresszusa (1963–1965) | |                                      |                                     |                            |
| Az USA 89. kongresszusa (1965–1967) | |                                      |                                     |                            |
| | Az USA 90. kongresszusa (1967–1969) |                                      |                                     |                            |
| Az USA 91. kongresszusa (1969–1971) | | James B. Allen (D)                   |                                     |                            |
| Az USA 92. kongresszusa (1971–1973) | | James B. Allen (D)                   |                                     |                            |
| | Az USA 93. kongresszusa (1973–1975) | James B. Allen (D)                   |                                     |                            |
| Az USA 94. kongresszusa (1975–1977) | | James B. Allen (D)                   |                                     |                            |
| Az USA 95. kongresszusa (1977–1979) | | James B. Allen (D)                   |                                     |                            |
| Maryon Pittman Allen (D) | |                                      |                                     |                            |
| Donald W. Stewart (D) | |                                      |                                     |                            |
| Howell T. Heflin (D) | | Az USA 96. kongresszusa (1979–1981)  |                                     |                            |
| Howell T. Heflin (D) | Jeremiah Denton (R) | Az USA 96. kongresszusa (1979–1981)  |                                     |                            |
| Howell T. Heflin (D) | Az USA 97. kongresszusa (1981–1983) |                                      |                                     |                            |
| Howell T. Heflin (D) | Az USA 98. kongresszusa (1983–1985) |                                      |                                     |                            |
| Howell T. Heflin (D) | Az USA 99. kongresszusa (1985–1987) |                                      |                                     |                            |
| Howell T. Heflin (D) | Az USA 100. kongresszusa (1987–1989) |                                      | Richard Shelby (D)                  |                            |
| Howell T. Heflin (D) | Az USA 101. kongresszusa (1989–1991) |                                      | Richard Shelby (D)                  |                            |
| Howell T. Heflin (D) | Az USA 102. kongresszusa (1991–1993) |                                      | Richard Shelby (D)                  |                            |
| Howell T. Heflin (D) | Az USA 103. kongresszusa (1993–1995) |                                      | Richard Shelby (D)                  |                            |
| Howell T. Heflin (D) | Richard Shelby (R) |                                      |                                     |                            |
| Howell T. Heflin (D) | Az USA 104. kongresszusa (1995–1997) |                                      |                                     |                            |
| Jeff Sessions (R) | | Az USA 105. kongresszusa (1997–1999) |                                     |                            |
| Jeff Sessions (R) | Az USA 106. kongresszusa (1999–2001) |                                      |                                     |                            |
| Jeff Sessions (R) | Az USA 107. kongresszusa (2001–2003) |                                      |                                     |                            |
| Jeff Sessions (R) | Az USA 108. kongresszusa (2003–2005) |                                      |                                     |                            |
| Jeff Sessions (R) | Az USA 109. kongresszusa (2005–2007) |                                      |                                     |                            |
| Jeff Sessions (R) | Az USA 110. kongresszusa (2007–2009) |                                      |                                     |                            |
| Jeff Sessions (R) | Az USA 111. kongresszusa (2009–2011) |                                      |                                     |                            |
| Jeff Sessions (R) | Az USA 112. kongresszusa (2011–2013) |                                      |                                     |                            |
| Jeff Sessions (R) | Az Amerikai Egyesült Államok 113. kongresszusa (2013–2015) |                                      |                                     |                            |
| Jeff Sessions (R) | Az Amerikai Egyesült Államok 114. kongresszusa (2015–2017) |                                      |                                     |                            |

## A képviselőházba delegált - szavazattal nem rendelkező - képviselők (1818 – 1819)
| Kongresszus                                                    | Képviselő          |
| -------------------------------------------------------------- | ------------------ |
| Az USA 15. kongresszusa (1817–1819)                            | John Crowell (D-R) |
| Az USA 16. kongresszusa 1819. március 4. – 1819. december 14.) | Széküresedés       |

## A képviselőház tagjai

### 1819–1823: 1 képviselő
| Kongresszus                                       | Képviselő           |
| ------------------------------------------------- | ------------------- |
| Az USA 16. kongresszusa 1819.december 14. – 1821) | John Crowell (D-R)  |
| Az USA 17. kongresszusa (1821–1823)               | Gabriel Moore (D-R) |

### 1823–1833: 3 képviselő
Az 1820. évi népszámlálás alapján Alabama 3 képviselői helyet kapott.
| Kongresszus                         | Körzet                 | Körzet                           | Körzet                |
| Kongresszus                         | 1.                     | 2.                               | 3.                    |
| ----------------------------------- | ---------------------- | -------------------------------- | --------------------- |
| Az USA 18. kongresszusa (1823–1825) | Gabriel Moore (J-DR)   | John McKee (J-DR)                | George W. Owen (J-DR) |
| Az USA 19. kongresszusa (1825–1827) | Gabriel Moore (J)      | John McKee (J)                   | George W. Owen (J)    |
| Az USA 20. kongresszusa (1827–1829) | Gabriel Moore (J)      | John McKee (J)                   | George W. Owen (J)    |
| Az USA 21. kongresszusa (1829–1831) | Clement Comer Clay (J) | Robert Emmett Bledsoe Baylor (J) | Dixon Hall Lewis (J)  |
| Az USA 22. kongresszusa (1831–1833) | Clement Comer Clay (J) | Samuel Wright Mardis (J)         | Dixon Hall Lewis (J)  |

### 1833–1843: 5 képviselő
Az 1830. évi népszámlálás alapján Alabama 5 képviselői helyet kapott.
| Kongresszus                         | Körzet                                                         | Körzet                                                         | Körzet                                                         | Körzet                                                         | Körzet                                                         |
| Kongresszus                         | 1.                                                             | 2.                                                             | 3.                                                             | 4.                                                             | 5.                                                             |
| ----------------------------------- | -------------------------------------------------------------- | -------------------------------------------------------------- | -------------------------------------------------------------- | -------------------------------------------------------------- | -------------------------------------------------------------- |
| Az USA 23. kongresszusa (1833–1835) | Clement Comer Clay (J)                                         | John McKinley (J)                                              | Samuel Wright Mardis (J)                                       | Dixon Hall Lewis (N)                                           | John Murphy (J)                                                |
| Az USA 24. kongresszusa (1835–1837) | Reuben Chapman (J)                                             | Joshua L. Martin (J)                                           | Joab Lawler (J)                                                | Dixon Hall Lewis (N)                                           | Francis Strother Lyon (AJ)                                     |
| Az USA 25. kongresszusa (1837–1839) | Reuben Chapman (D)                                             | Joshua L. Martin (D)                                           | Joab Lawler (W)                                                | Dixon Hall Lewis (D)                                           | Francis Strother Lyon (W)                                      |
| Az USA 25. kongresszusa (1837–1839) | Reuben Chapman (D)                                             | Joshua L. Martin (D)                                           | George Whitfield Crabb (W)                                     | Dixon Hall Lewis (D)                                           | Francis Strother Lyon (W)                                      |
| Az USA 26. kongresszusa (1839–1841) | Reuben Chapman (D)                                             | David Hubbard (D)                                              | James Dellet (W)                                               | Dixon Hall Lewis (D)                                           |                                                                |
| Az USA 27. kongresszusa (1841–1843) | Az 5. képviselői hely un. generális helyként került kiosztásra | Az 5. képviselői hely un. generális helyként került kiosztásra | Az 5. képviselői hely un. generális helyként került kiosztásra | Az 5. képviselői hely un. generális helyként került kiosztásra | Az 5. képviselői hely un. generális helyként került kiosztásra |
| Az USA 27. kongresszusa (1841–1843) | 1.                                                             | 2.                                                             | 3.                                                             | 4.                                                             | 5.                                                             |
| Az USA 27. kongresszusa (1841–1843) | Reuben Chapman (D)                                             | George S. Houston (D)                                          | William Winter Payne (D)                                       | Dixon Hall Lewis (D)                                           | Benjamin Glover Shields (D)                                    |

### 1843–1863: 7 képviselő
Az 1840. évi népszámlálás alapján Alabama 7 képviselői helyet kapott.
| Kongresszus                         | Körzet | Körzet                        | Körzet                        | Körzet                      | Körzet                | Körzet                              | Körzet                       |
| Kongresszus                         | 1. | 2.                            | 3.                            | 4.                          | 5.                    | 6.                                  | 7.                           |
| ----------------------------------- | --- | ----------------------------- | ----------------------------- | --------------------------- | --------------------- | ----------------------------------- | ---------------------------- |
| Az USA 28. kongresszusa (1843–1845) | James Dellet (W) | James Edwin Belser (D)        | Dixon Hall Lewis (D)          | William Winter Payne (D)    | George S. Houston (D) | Reuben Chapman (D)                  | Felix Grundy McConnell (D)   |
| Az USA 28. kongresszusa (1843–1845) | James Dellet (W) | James Edwin Belser (D)        | William Lowndes Yancey (D)    | William Winter Payne (D)    | George S. Houston (D) | Reuben Chapman (D)                  | Felix Grundy McConnell (D)   |
| Az USA 29. kongresszusa (1845–1847) | Edmund Strother Dargan (D) | Henry Washington Hilliard (W) |                               | William Winter Payne (D)    | George S. Houston (D) | Reuben Chapman (D)                  | Felix Grundy McConnell (D)   |
| Az USA 29. kongresszusa (1845–1847) | Edmund Strother Dargan (D) | Henry Washington Hilliard (W) | James La Fayette Cottrell (D) | William Winter Payne (D)    | George S. Houston (D) | Reuben Chapman (D)                  | Franklin Welsh Bowdon (D)    |
| Az USA 30. kongresszusa (1847–1849) | John Gayle (W) | Henry Washington Hilliard (W) | Sampson Willis Harris (D)     | Samuel Williams Inge (D)    | George S. Houston (D) | Williamson Robert Winfield Cobb (D) | Franklin Welsh Bowdon (D)    |
| Az USA 31. kongresszusa (1849–1851) | William Jeffreys Alston (W) | Henry Washington Hilliard (W) | Sampson Willis Harris (D)     | Samuel Williams Inge (D)    | David Hubbard (D)     | Williamson Robert Winfield Cobb (D) | Franklin Welsh Bowdon (D)    |
| Az USA 32. kongresszusa (1851–1853) | John Bragg (D) | James Abercrombie (W)         | Sampson Willis Harris (D)     | William Russell Smith (K-N) | George S. Houston (D) | Williamson Robert Winfield Cobb (D) | Alexander White (W)          |
| Az USA 33. kongresszusa (1853–1855) | Philip Phillips (D) | James Abercrombie (W)         | Sampson Willis Harris (D)     | William Russell Smith (K-N) | George S. Houston (D) | Williamson Robert Winfield Cobb (D) | James Ferguson Dowdell (D)   |
| Az USA 34. kongresszusa (1855–1857) | Percy Walker (K-N) | Eli Sims Shorter (D)          | James Ferguson Dowdell (D)    | William Russell Smith (K-N) | George S. Houston (D) | Williamson Robert Winfield Cobb (D) | Sampson Willis Harris (D)    |
| Az USA 35. kongresszusa (1857–1859) | James Adams Stallworth (D) | Eli Sims Shorter (D)          | James Ferguson Dowdell (D)    | Sydenham Moore (D)          | George S. Houston (D) | Williamson Robert Winfield Cobb (D) | Jabez Lamar Monroe Curry (D) |
| Az USA 36. kongresszusa (1859–1861) | James Adams Stallworth (D) | James L. Pugh (D)             | David Clopton (D)             | Sydenham Moore (D)          | George S. Houston (D) | Williamson Robert Winfield Cobb (D) | Jabez Lamar Monroe Curry (D) |
| Az USA 36. kongresszusa (1859–1861) | Nem volt betöltve (lásd: Az Amerikai Konföderációs Államok ideiglenes kongresszusa, Az Amerikai Konföderációs Államok első kongresszusa, Az Amerikai Konföderációs Államok második kongresszusa) |                               |                               |                             |                       |                                     |                              |
| Az USA 37. kongresszusa (1861–1863) | |                               |                               |                             |                       |                                     |                              |

### 1863–1873: 6 képviselő
Az 1840. évi népszámlálás alapján Alabama 6 képviselői helyet kapott.
| Kongresszus                         | Körzet | Körzet | Körzet | Körzet | Körzet | Körzet |
| Kongresszus                         | 1. | 2. | 3. | 4. | 5. | 6. |
| ----------------------------------- | --- | --- | --- | --- | --- | --- |
| Az USA 38. kongresszusa (1863–1865) | Nem volt betöltve (lásd: Az Amerikai Konföderációs Államok ideiglenes kongresszusa, Az Amerikai Konföderációs Államok első kongresszusa, Az Amerikai Konföderációs Államok második kongresszusa) | Nem volt betöltve (lásd: Az Amerikai Konföderációs Államok ideiglenes kongresszusa, Az Amerikai Konföderációs Államok első kongresszusa, Az Amerikai Konföderációs Államok második kongresszusa) | Nem volt betöltve (lásd: Az Amerikai Konföderációs Államok ideiglenes kongresszusa, Az Amerikai Konföderációs Államok első kongresszusa, Az Amerikai Konföderációs Államok második kongresszusa) | Nem volt betöltve (lásd: Az Amerikai Konföderációs Államok ideiglenes kongresszusa, Az Amerikai Konföderációs Államok első kongresszusa, Az Amerikai Konföderációs Államok második kongresszusa) | Nem volt betöltve (lásd: Az Amerikai Konföderációs Államok ideiglenes kongresszusa, Az Amerikai Konföderációs Államok első kongresszusa, Az Amerikai Konföderációs Államok második kongresszusa) | Nem volt betöltve (lásd: Az Amerikai Konföderációs Államok ideiglenes kongresszusa, Az Amerikai Konföderációs Államok első kongresszusa, Az Amerikai Konföderációs Államok második kongresszusa) |
| Az USA 39. kongresszusa (1865–1867) | Nem volt betöltve (lásd: Az Amerikai Konföderációs Államok ideiglenes kongresszusa, Az Amerikai Konföderációs Államok első kongresszusa, Az Amerikai Konföderációs Államok második kongresszusa) | Nem volt betöltve (lásd: Az Amerikai Konföderációs Államok ideiglenes kongresszusa, Az Amerikai Konföderációs Államok első kongresszusa, Az Amerikai Konföderációs Államok második kongresszusa) | Nem volt betöltve (lásd: Az Amerikai Konföderációs Államok ideiglenes kongresszusa, Az Amerikai Konföderációs Államok első kongresszusa, Az Amerikai Konföderációs Államok második kongresszusa) | Nem volt betöltve (lásd: Az Amerikai Konföderációs Államok ideiglenes kongresszusa, Az Amerikai Konföderációs Államok első kongresszusa, Az Amerikai Konföderációs Államok második kongresszusa) | Nem volt betöltve (lásd: Az Amerikai Konföderációs Államok ideiglenes kongresszusa, Az Amerikai Konföderációs Államok első kongresszusa, Az Amerikai Konföderációs Államok második kongresszusa) | Nem volt betöltve (lásd: Az Amerikai Konföderációs Államok ideiglenes kongresszusa, Az Amerikai Konföderációs Államok első kongresszusa, Az Amerikai Konföderációs Államok második kongresszusa) |
| Az USA 40. kongresszusa (1867–1869) | Nem volt betöltve (lásd: Az Amerikai Konföderációs Államok ideiglenes kongresszusa, Az Amerikai Konföderációs Államok első kongresszusa, Az Amerikai Konföderációs Államok második kongresszusa) | Nem volt betöltve (lásd: Az Amerikai Konföderációs Államok ideiglenes kongresszusa, Az Amerikai Konföderációs Államok első kongresszusa, Az Amerikai Konföderációs Államok második kongresszusa) | Nem volt betöltve (lásd: Az Amerikai Konföderációs Államok ideiglenes kongresszusa, Az Amerikai Konföderációs Államok első kongresszusa, Az Amerikai Konföderációs Államok második kongresszusa) | Nem volt betöltve (lásd: Az Amerikai Konföderációs Államok ideiglenes kongresszusa, Az Amerikai Konföderációs Államok első kongresszusa, Az Amerikai Konföderációs Államok második kongresszusa) | Nem volt betöltve (lásd: Az Amerikai Konföderációs Államok ideiglenes kongresszusa, Az Amerikai Konföderációs Államok első kongresszusa, Az Amerikai Konföderációs Államok második kongresszusa) | Nem volt betöltve (lásd: Az Amerikai Konföderációs Államok ideiglenes kongresszusa, Az Amerikai Konföderációs Államok első kongresszusa, Az Amerikai Konföderációs Államok második kongresszusa) |
| Francis William Kellogg (R)         | Charles Waldron Buckley (R) | Benjamin White Norris (R) | Charles Wilson Pierce (R) | John Benton Callis (R) | Thomas Haughey (R) | |
| Az USA 41. kongresszusa (1869–1871) | Charles Waldron Buckley (R) | Alfred Eliab Buck (R) | Robert Stell Heflin (R) | Charles Hays (R) | Peter Myndert Dox (D) | William Crawford Sherrod (D) |
| Az USA 42. kongresszusa (1871–1873) | Charles Waldron Buckley (R) | Benjamin Sterling Turner (R) | William Anderson Handley (D) | Charles Hays (R) | Peter Myndert Dox (D) | Joseph Humphrey Sloss (D) |

### 1873–1893: 8 képviselő
Az 1870. évi népszámlálás alapján Alabama 8 képviselői helyet kapott. 1873 és 1877. között az állam két új képviselői helyet kapott. 1877 után a körzeteket módosították, s így létrejött a nyolc körzet.
| Kongresszus                         | Körzet                                | Körzet                       | Körzet                       | Körzet                      | Körzet                    | Körzet                    | Állami körzet                  | Állami körzet            |
| Kongresszus                         | 1.                                    | 2.                           | 3.                           | 4.                          | 5.                        | 6.                        | 1.                             | 2.                       |
| ----------------------------------- | ------------------------------------- | ---------------------------- | ---------------------------- | --------------------------- | ------------------------- | ------------------------- | ------------------------------ | ------------------------ |
| Az USA 43. kongresszusa (1873–1875) | Frederick George Bromberg (Liberal R) | James T. Rapier (R)          | Charles Pelham (R)           | Charles Hays (R)            | John Henry Caldwell (D)   | Joseph Humphrey Sloss (D) | Charles Christopher Sheats (R) | Alexander White (R)      |
| Az USA 44. kongresszusa (1875–1877) | Jeremiah Haralson (R)                 | Jeremiah Norman Williams (D) | Taul Bradford (D)            | Charles Hays (R)            | John Henry Caldwell (D)   | Goldsmith W. Hewitt (D)   | William H. Forney (D)          | Burwell Boykin Lewis (D) |
| Az USA 45. kongresszusa (1877–1879) | James T. Jones (D)                    | Hilary A. Herbert (D)        | Jeremiah Norman Williams (D) | Charles M. Shelley (D)      | Robert Fulwood Ligon (D)  | Goldsmith W. Hewitt (D)   | 7.                             | 8.                       |
| Az USA 45. kongresszusa (1877–1879) | James T. Jones (D)                    | Hilary A. Herbert (D)        | Jeremiah Norman Williams (D) | Charles M. Shelley (D)      | Robert Fulwood Ligon (D)  | Goldsmith W. Hewitt (D)   | William H. Forney (D)          | William Willis Garth (D) |
| Az USA 46. kongresszusa (1879–1881) | Thomas H. Herndon (D)                 | Hilary A. Herbert (D)        | William James Samford (D)    | Charles M. Shelley (D)      | Thomas Williams (D)       | Burwell Boykin Lewis (D)  | William H. Forney (D)          | William M. Lowe (GB)     |
| Az USA 46. kongresszusa (1879–1881) | Thomas H. Herndon (D)                 | Hilary A. Herbert (D)        | William James Samford (D)    | Charles M. Shelley (D)      | Thomas Williams (D)       | Newton Nash Clements (D)  | William H. Forney (D)          | William M. Lowe (GB)     |
| Az USA 47. kongresszusa (1881–1883) | Thomas H. Herndon (D)                 | Hilary A. Herbert (D)        | William C. Oates (D)         | Charles M. Shelley (D)      | Thomas Williams (D)       | Goldsmith W. Hewitt (D)   | William H. Forney (D)          | Joseph Wheeler (D)       |
| Az USA 47. kongresszusa (1881–1883) | Thomas H. Herndon (D)                 | Hilary A. Herbert (D)        | William C. Oates (D)         | Széküresedés                | Thomas Williams (D)       | Goldsmith W. Hewitt (D)   | William H. Forney (D)          | William M. Lowe (GB)     |
| Az USA 47. kongresszusa (1881–1883) | Thomas H. Herndon (D)                 | Hilary A. Herbert (D)        | William C. Oates (D)         | Charles M. Shelley (D)      | Thomas Williams (D)       | Goldsmith W. Hewitt (D)   | William H. Forney (D)          | Joseph Wheeler (D)       |
| Az USA 48. kongresszusa (1883–1885) | Thomas H. Herndon (D)                 | Hilary A. Herbert (D)        | William C. Oates (D)         | Charles M. Shelley (D)      | Thomas Williams (D)       | Goldsmith W. Hewitt (D)   | William H. Forney (D)          | Luke Pryor (D)           |
| Az USA 48. kongresszusa (1883–1885) | James T. Jones (D)                    | Hilary A. Herbert (D)        | William C. Oates (D)         | George Henry Craig (R)      | Thomas Williams (D)       | Goldsmith W. Hewitt (D)   | William H. Forney (D)          | Luke Pryor (D)           |
| Az USA 49. kongresszusa (1885–1887) | James T. Jones (D)                    | Hilary A. Herbert (D)        | William C. Oates (D)         | Alexander C. Davidson (D)   | Thomas William Sadler (D) | John Mason Martin (D)     | William H. Forney (D)          | Joseph Wheeler (D)       |
| Az USA 50. kongresszusa (1887–1889) | James T. Jones (D)                    | Hilary A. Herbert (D)        | William C. Oates (D)         | Alexander C. Davidson (D)   | James E. Cobb (D)         | John H. Bankhead (D)      | William H. Forney (D)          | Joseph Wheeler (D)       |
| Az USA 51. kongresszusa (1889–1891) | Richard Henry Clarke (D)              | Hilary A. Herbert (D)        | William C. Oates (D)         | Louis Washington Turpin (D) | James E. Cobb (D)         | John H. Bankhead (D)      | William H. Forney (D)          | Joseph Wheeler (D)       |
| Az USA 51. kongresszusa (1889–1891) | Richard Henry Clarke (D)              | Hilary A. Herbert (D)        | William C. Oates (D)         | John Van McDuffie (R)       | James E. Cobb (D)         | John H. Bankhead (D)      | William H. Forney (D)          | Joseph Wheeler (D)       |
| Az USA 52. kongresszusa (1891–1893) | Richard Henry Clarke (D)              | Hilary A. Herbert (D)        | William C. Oates (D)         | Louis Washington Turpin (D) | James E. Cobb (D)         | John H. Bankhead (D)      | William H. Forney (D)          | Joseph Wheeler (D)       |

### 1893–1913: 9 képviselő
Az 1890. évi népszámlálás alapján Alabama 9 képviselői helyet kapott.
| Kongresszus                         | Körzet                   | Körzet                  | Körzet                        | Körzet                 | Körzet                      | Körzet                 | Körzet                       | Körzet                | Körzet                      |
| Kongresszus                         | 1.                       | 2.                      | 3.                            | 4.                     | 5.                          | 6.                     | 7.                           | 8.                    | 9.                          |
| ----------------------------------- | ------------------------ | ----------------------- | ----------------------------- | ---------------------- | --------------------------- | ---------------------- | ---------------------------- | --------------------- | --------------------------- |
| Az USA 53. kongresszusa (1893–1895) | Richard Henry Clarke (D) | Jesse F. Stallings (D)  | William C. Oates (D)          | Gaston A. Robbins (D)  | James E. Cobb (D)           | John H. Bankhead (D)   | William Henry Denson (D)     | Joseph Wheeler (D)    | Louis Washington Turpin (D) |
| Az USA 53. kongresszusa (1893–1895) | Richard Henry Clarke (D) | Jesse F. Stallings (D)  | George Paul Harrison, Jr. (D) | Gaston A. Robbins (D)  | James E. Cobb (D)           | John H. Bankhead (D)   | William Henry Denson (D)     | Joseph Wheeler (D)    | Louis Washington Turpin (D) |
| Az USA 54. kongresszusa (1895–1897) | Richard Henry Clarke (D) | Jesse F. Stallings (D)  | Milford W. Howard (Pop)       | Gaston A. Robbins (D)  | James E. Cobb (D)           | John H. Bankhead (D)   | Oscar W. Underwood (D)       | Joseph Wheeler (D)    |                             |
| Az USA 54. kongresszusa (1895–1897) | Richard Henry Clarke (D) | Jesse F. Stallings (D)  | Milford W. Howard (Pop)       | William F. Aldrich (R) | Albert Taylor Goodwyn (Pop) | John H. Bankhead (D)   | Truman Heminway Aldrich (R)  | Joseph Wheeler (D)    |                             |
| Az USA 55. kongresszusa (1897–1899) | George W. Taylor (D)     | Jesse F. Stallings (D)  | Milford W. Howard (Pop)       | Henry D. Clayton (D)   | Thomas S. Plowman (D)       | John H. Bankhead (D)   | Willis Brewer (D)            | Joseph Wheeler (D)    | Oscar W. Underwood (D)      |
| Az USA 55. kongresszusa (1897–1899) | George W. Taylor (D)     | Jesse F. Stallings (D)  | Milford W. Howard (Pop)       | Henry D. Clayton (D)   | William F. Aldrich (R)      | John H. Bankhead (D)   | Willis Brewer (D)            | Joseph Wheeler (D)    | Oscar W. Underwood (D)      |
| Az USA 56. kongresszusa (1899–1901) | George W. Taylor (D)     | Jesse F. Stallings (D)  | Gaston A. Robbins (D)         | Henry D. Clayton (D)   | John L. Burnett (D)         | John H. Bankhead (D)   | Willis Brewer (D)            | Joseph Wheeler (D)    | Oscar W. Underwood (D)      |
| Az USA 56. kongresszusa (1899–1901) | George W. Taylor (D)     | Jesse F. Stallings (D)  | William F. Aldrich (R)        | Henry D. Clayton (D)   | John L. Burnett (D)         | John H. Bankhead (D)   | Willis Brewer (D)            | William N. Richardson | Oscar W. Underwood (D)      |
| Az USA 57. kongresszusa (1901–1903) | George W. Taylor (D)     | Ariosto A. Wiley (D)    | Sydney J. Bowie (D)           | Henry D. Clayton (D)   | John L. Burnett (D)         | John H. Bankhead (D)   | Charles Winston Thompson (D) | William N. Richardson | Oscar W. Underwood (D)      |
| Az USA 58. kongresszusa (1903–1905) | George W. Taylor (D)     | Ariosto A. Wiley (D)    | Sydney J. Bowie (D)           | Henry D. Clayton (D)   | John L. Burnett (D)         | John H. Bankhead (D)   | Charles Winston Thompson (D) | William N. Richardson | Oscar W. Underwood (D)      |
| J. Thomas Heflin (D)                | George W. Taylor (D)     | Ariosto A. Wiley (D)    | Sydney J. Bowie (D)           | Henry D. Clayton (D)   | John L. Burnett (D)         | John H. Bankhead (D)   |                              | William N. Richardson | Oscar W. Underwood (D)      |
| Az USA 59. kongresszusa (1905–1907) | George W. Taylor (D)     | Ariosto A. Wiley (D)    | Sydney J. Bowie (D)           | Henry D. Clayton (D)   | John L. Burnett (D)         | John H. Bankhead (D)   |                              | William N. Richardson | Oscar W. Underwood (D)      |
| Az USA 60. kongresszusa (1907–1909) | George W. Taylor (D)     | Ariosto A. Wiley (D)    | William B. Craig (D)          | Henry D. Clayton (D)   | John L. Burnett (D)         | Richmond P. Hobson (D) |                              | William N. Richardson | Oscar W. Underwood (D)      |
| Az USA 60. kongresszusa (1907–1909) | George W. Taylor (D)     | Oliver C. Wiley (D)     | William B. Craig (D)          | Henry D. Clayton (D)   | John L. Burnett (D)         | Richmond P. Hobson (D) |                              | William N. Richardson | Oscar W. Underwood (D)      |
| Az USA 61. kongresszusa (1909–1911) | George W. Taylor (D)     | S. Hubert Dent, Jr. (D) | William B. Craig (D)          | Henry D. Clayton (D)   | John L. Burnett (D)         | Richmond P. Hobson (D) |                              | William N. Richardson | Oscar W. Underwood (D)      |
| Az USA 62. kongresszusa (1911–1913) | George W. Taylor (D)     | S. Hubert Dent, Jr. (D) | Fred L. Blackmon (D)          | Henry D. Clayton (D)   | John L. Burnett (D)         | Richmond P. Hobson (D) |                              | William N. Richardson | Oscar W. Underwood (D)      |

### 1913–1933: 10 képviselő
Az 1910. évi népszámlálás alapján Alabama 10 képviselői helyet kapott. 1917-ig az extra szék állam-szinten lett megválasztva, utána jött létre a 10. körzet
| Kongresszus                         | Körzet               | Körzet                  | Körzet                   | Körzet               | Körzet                 | Körzet                 | Körzet                    | Körzet                          | Körzet                 | Állami körzet           |
| Kongresszus                         | 1.                   | 2.                      | 3.                       | 4.                   | 5.                     | 6.                     | 7.                        | 8.                              | 9.                     | Állami körzet           |
| ----------------------------------- | -------------------- | ----------------------- | ------------------------ | -------------------- | ---------------------- | ---------------------- | ------------------------- | ------------------------------- | ---------------------- | ----------------------- |
| Az USA 63. kongresszusa (1913–1915) | George W. Taylor (D) | S. Hubert Dent, Jr. (D) | Henry D. Clayton (D)     | Fred L. Blackmon (D) | J. Thomas Heflin (D)   | Richmond P. Hobson (D) | John L. Burnett (D)       | William N. Richardson (D)       | Oscar W. Underwood (D) | John Abercrombie (D)    |
| Az USA 63. kongresszusa (1913–1915) | George W. Taylor (D) | S. Hubert Dent, Jr. (D) | William Oscar Mulkey (D) | Fred L. Blackmon (D) | J. Thomas Heflin (D)   | Richmond P. Hobson (D) | John L. Burnett (D)       | Christopher Columbus Harris (D) | Oscar W. Underwood (D) | John Abercrombie (D)    |
| Az USA 64. kongresszusa (1915–1917) | Oscar Lee Gray (D)   | S. Hubert Dent, Jr. (D) | Henry B. Steagall (D)    | Fred L. Blackmon (D) | J. Thomas Heflin (D)   | William B. Oliver (D)  | John L. Burnett (D)       | Edward B. Almon (D)             | George Huddleston (D)  | John Abercrombie (D)    |
| Az USA 65. kongresszusa (1917–1919) | Oscar Lee Gray (D)   | S. Hubert Dent, Jr. (D) | Henry B. Steagall (D)    | Fred L. Blackmon (D) | J. Thomas Heflin (D)   | William B. Oliver (D)  | John L. Burnett (D)       | Edward B. Almon (D)             | George Huddleston (D)  | 10.                     |
| Az USA 65. kongresszusa (1917–1919) | Oscar Lee Gray (D)   | S. Hubert Dent, Jr. (D) | Henry B. Steagall (D)    | Fred L. Blackmon (D) | J. Thomas Heflin (D)   | William B. Oliver (D)  | John L. Burnett (D)       | Edward B. Almon (D)             | George Huddleston (D)  | William B. Bankhead (D) |
| Az USA 66. kongresszusa (1919–1921) | John McDuffie (D)    | S. Hubert Dent, Jr. (D) | Henry B. Steagall (D)    | Fred L. Blackmon (D) | J. Thomas Heflin (D)   | William B. Oliver (D)  | John L. Burnett (D)       | Edward B. Almon (D)             | George Huddleston (D)  |                         |
| Az USA 66. kongresszusa (1919–1921) | John McDuffie (D)    | S. Hubert Dent, Jr. (D) | Henry B. Steagall (D)    | Fred L. Blackmon (D) | William B. Bowling (D) | William B. Oliver (D)  | Lilius Bratton Rainey (D) | Edward B. Almon (D)             | George Huddleston (D)  |                         |
| Az USA 67. kongresszusa (1921–1923) | John McDuffie (D)    | John R. Tyson (D)       | Henry B. Steagall (D)    | Lamar Jeffers (D)    | William B. Bowling (D) | William B. Oliver (D)  | Lilius Bratton Rainey (D) | Edward B. Almon (D)             | George Huddleston (D)  |                         |
| Az USA 68. kongresszusa (1923–1925) | John McDuffie (D)    | John R. Tyson (D)       | Henry B. Steagall (D)    | Lamar Jeffers (D)    | William B. Bowling (D) | William B. Oliver (D)  | Miles C. Allgood (D)      | Edward B. Almon (D)             | George Huddleston (D)  |                         |
| Az USA 68. kongresszusa (1923–1925) | John McDuffie (D)    | J. Lister Hill (D)      | Henry B. Steagall (D)    | Lamar Jeffers (D)    | William B. Bowling (D) | William B. Oliver (D)  | Miles C. Allgood (D)      | Edward B. Almon (D)             | George Huddleston (D)  |                         |
| Az USA 69. kongresszusa (1925–1927) | John McDuffie (D)    |                         | Henry B. Steagall (D)    | Lamar Jeffers (D)    | William B. Bowling (D) | William B. Oliver (D)  | Miles C. Allgood (D)      | Edward B. Almon (D)             | George Huddleston (D)  |                         |
| Az USA 70. kongresszusa (1927–1929) | John McDuffie (D)    |                         | Henry B. Steagall (D)    | Lamar Jeffers (D)    | William B. Bowling (D) | William B. Oliver (D)  | Miles C. Allgood (D)      | Edward B. Almon (D)             | George Huddleston (D)  |                         |
| LaFayette L. Patterson (D)          | John McDuffie (D)    |                         | Henry B. Steagall (D)    | Lamar Jeffers (D)    |                        | William B. Oliver (D)  | Miles C. Allgood (D)      | Edward B. Almon (D)             | George Huddleston (D)  |                         |
| Az USA 71. kongresszusa (1929–1931) | John McDuffie (D)    |                         | Henry B. Steagall (D)    | Lamar Jeffers (D)    |                        | William B. Oliver (D)  | Miles C. Allgood (D)      | Edward B. Almon (D)             | George Huddleston (D)  |                         |
| Az USA 72. kongresszusa (1931–1933) | John McDuffie (D)    |                         | Henry B. Steagall (D)    | Lamar Jeffers (D)    |                        | William B. Oliver (D)  | Miles C. Allgood (D)      | Edward B. Almon (D)             | George Huddleston (D)  |                         |

### 1933–1963: 9 képviselő
Az 1930. évi népszámlálás után Alabama 9 képviselői helyet kapott.
| Kongresszus                         | Körzet              | Körzet                 | Körzet                | Körzet                 | Körzet                   | Körzet                       | Körzet                     | Körzet                        | Körzet                |
| Kongresszus                         | 1.                  | 2.                     | 3.                    | 4.                     | 5.                       | 6.                           | 7.                         | 8.                            | 9.                    |
| ----------------------------------- | ------------------- | ---------------------- | --------------------- | ---------------------- | ------------------------ | ---------------------------- | -------------------------- | ----------------------------- | --------------------- |
| Az USA 73. kongresszusa (1933–1935) | John McDuffie (D)   | J. Lister Hill (D)     | Henry B. Steagall (D) | Lamar Jeffers (D)      | Miles C. Allgood (D)     | William B. Oliver (D)        | William B. Bankhead (D)    | Archibald Hill Carmichael (D) | George Huddleston (D) |
| Az USA 74. kongresszusa (1935–1937) | Frank W. Boykin (D) | J. Lister Hill (D)     | Henry B. Steagall (D) | Sam Hobbs (D)          | Joe Starnes (D)          | William B. Oliver (D)        | William B. Bankhead (D)    | Archibald Hill Carmichael (D) | George Huddleston (D) |
| Az USA 75. kongresszusa (1937–1939) | Frank W. Boykin (D) | J. Lister Hill (D)     | Henry B. Steagall (D) | Sam Hobbs (D)          | Joe Starnes (D)          | Pete Jarman (D)              | William B. Bankhead (D)    | John J. Sparkman (D)          | Luther Patrick (D)    |
| Az USA 75. kongresszusa (1937–1939) | Frank W. Boykin (D) | George M. Grant (D)    | Henry B. Steagall (D) | Sam Hobbs (D)          | Joe Starnes (D)          | Pete Jarman (D)              | William B. Bankhead (D)    | John J. Sparkman (D)          | Luther Patrick (D)    |
| Az USA 76. kongresszusa (1939–1941) | Frank W. Boykin (D) |                        | Henry B. Steagall (D) | Sam Hobbs (D)          | Joe Starnes (D)          | Pete Jarman (D)              | William B. Bankhead (D)    | John J. Sparkman (D)          | Luther Patrick (D)    |
| Zadoc L. Weatherford (D)            | Frank W. Boykin (D) |                        | Henry B. Steagall (D) | Sam Hobbs (D)          | Joe Starnes (D)          | Pete Jarman (D)              |                            | John J. Sparkman (D)          | Luther Patrick (D)    |
| Az USA 77. kongresszusa (1941–1943) | Frank W. Boykin (D) | Walter W. Bankhead (D) | Henry B. Steagall (D) | Sam Hobbs (D)          | Joe Starnes (D)          | Pete Jarman (D)              |                            | John J. Sparkman (D)          | Luther Patrick (D)    |
| Az USA 77. kongresszusa (1941–1943) | Frank W. Boykin (D) | Carter Manasco (D)     | Henry B. Steagall (D) | Sam Hobbs (D)          | Joe Starnes (D)          | Pete Jarman (D)              |                            | John J. Sparkman (D)          | Luther Patrick (D)    |
| Az USA 78. kongresszusa (1943–1945) | Frank W. Boykin (D) | George W. Andrews (D)  | John P. Newsome (D)   | Sam Hobbs (D)          | Joe Starnes (D)          | Pete Jarman (D)              |                            | John J. Sparkman (D)          |                       |
| Az USA 79. kongresszusa (1945–1947) | Frank W. Boykin (D) | George W. Andrews (D)  | Albert Rains (D)      | Sam Hobbs (D)          | Luther Patrick (D)       | Pete Jarman (D)              |                            | John J. Sparkman (D)          |                       |
| Az USA 80. kongresszusa (1947–1949) | Frank W. Boykin (D) | George W. Andrews (D)  | Albert Rains (D)      | Sam Hobbs (D)          | Robert E. Jones, Jr. (D) | Pete Jarman (D)              | Laurie C. Battle (D)       |                               |                       |
| Az USA 81. kongresszusa (1949–1951) | Frank W. Boykin (D) | George W. Andrews (D)  | Albert Rains (D)      | Sam Hobbs (D)          | Robert E. Jones, Jr. (D) | Edward deGraffenried (D)     | Laurie C. Battle (D)       | Carl Elliott (D)              |                       |
| Az USA 82. kongresszusa (1951–1953) | Frank W. Boykin (D) | George W. Andrews (D)  | Albert Rains (D)      | Kenneth A. Roberts (D) | Robert E. Jones, Jr. (D) | Edward deGraffenried (D)     | Laurie C. Battle (D)       | Carl Elliott (D)              |                       |
| Az USA 83. kongresszusa (1953–1955) | Frank W. Boykin (D) | George W. Andrews (D)  | Albert Rains (D)      | Kenneth A. Roberts (D) | Robert E. Jones, Jr. (D) | Armistead I. Selden, Jr. (D) | Laurie C. Battle (D)       | Carl Elliott (D)              |                       |
| Az USA 84. kongresszusa (1955–1957) | Frank W. Boykin (D) | George W. Andrews (D)  | Albert Rains (D)      | Kenneth A. Roberts (D) | Robert E. Jones, Jr. (D) | Armistead I. Selden, Jr. (D) | George Huddleston, Jr. (D) | Carl Elliott (D)              |                       |
| Az USA 85. kongresszusa (1957–1959) | Frank W. Boykin (D) | George W. Andrews (D)  | Albert Rains (D)      | Kenneth A. Roberts (D) | Robert E. Jones, Jr. (D) | Armistead I. Selden, Jr. (D) | George Huddleston, Jr. (D) | Carl Elliott (D)              |                       |
| Az USA 86. kongresszusa (1959–1961) | Frank W. Boykin (D) | George W. Andrews (D)  | Albert Rains (D)      | Kenneth A. Roberts (D) | Robert E. Jones, Jr. (D) | Armistead I. Selden, Jr. (D) | George Huddleston, Jr. (D) | Carl Elliott (D)              |                       |
| Az USA 87. kongresszusa (1961–1963) | Frank W. Boykin (D) | George W. Andrews (D)  | Albert Rains (D)      | Kenneth A. Roberts (D) | Robert E. Jones, Jr. (D) | Armistead I. Selden, Jr. (D) | George Huddleston, Jr. (D) | Carl Elliott (D)              |                       |

### 1963–1973: 8 képviselő
Az 1960-as népszámlálás után Alabama 8 képviselői helyhez jutott, melyet 1963-ban állam szinten osztottak ki, utána létrehozták a nyolc körzetet
Following the 1960 census, Alabama was apportioned eight seats.
| Kongresszus                         | Állami szintű képviselői helyek | Állami szintű képviselői helyek | Állami szintű képviselői helyek | Állami szintű képviselői helyek | Állami szintű képviselői helyek | Állami szintű képviselői helyek | Állami szintű képviselői helyek | Állami szintű képviselői helyek |
| Kongresszus                         | 1.                              | 2.                              | 3.                              | 4.                              | 5.                              | 6.                              | 7.                              | 8.                              |
| ----------------------------------- | ------------------------------- | ------------------------------- | ------------------------------- | ------------------------------- | ------------------------------- | ------------------------------- | ------------------------------- | ------------------------------- |
| Az USA 88. kongresszusa (1963–1965) | George Huddleston, Jr. (D)      | George M. Grant (D)             | George W. Andrews (D)           | Kenneth A. Roberts (D)          | Armistead I. Selden, Jr. (D)    | Albert Rains (D)                | Carl Elliott (D)                | Robert E. Jones, Jr. (D)        |
| Kongresszus                         | Körzet                          | Körzet                          | Körzet                          | Körzet                          | Körzet                          | Körzet                          | Körzet                          | Körzet                          |
| Kongresszus                         | 1.                              | 2.                              | 3.                              | 4.                              | 5.                              | 6.                              | 7.                              | 8.                              |
| Az USA 89. kongresszusa (1965–1967) | Jack Edwards (R)                | William Louis Dickinson (R)     | George W. Andrews (D)           | Arthur Glenn Andrews (R)        | Armistead I. Selden, Jr. (D)    | John Hall Buchanan, Jr. (R)     | James D. Martin (R)             | Robert E. Jones, Jr. (D)        |
| Az USA 90. kongresszusa (1967–1969) | Jack Edwards (R)                | William Louis Dickinson (R)     | George W. Andrews (D)           | William Flynt Nichols (D)       | Armistead I. Selden, Jr. (D)    | John Hall Buchanan, Jr. (R)     | Tom Bevill (D)                  | Robert E. Jones, Jr. (D)        |
| Az USA 91. kongresszusa (1969–1971) | Jack Edwards (R)                | William Louis Dickinson (R)     | George W. Andrews (D)           | William Flynt Nichols (D)       | Walter Flowers (D)              | John Hall Buchanan, Jr. (R)     | Tom Bevill (D)                  | Robert E. Jones, Jr. (D)        |
| Az USA 92. kongresszusa (1971–1973) | Jack Edwards (R)                | William Louis Dickinson (R)     | George W. Andrews (D)           | William Flynt Nichols (D)       | Walter Flowers (D)              | John Hall Buchanan, Jr. (R)     | Tom Bevill (D)                  | Robert E. Jones, Jr. (D)        |
| Elizabeth B. Andrews (D)            | Jack Edwards (R)                | William Louis Dickinson (R)     |                                 | William Flynt Nichols (D)       | Walter Flowers (D)              | John Hall Buchanan, Jr. (R)     | Tom Bevill (D)                  | Robert E. Jones, Jr. (D)        |

### 1973–től: 7 képviselő
Az 1970. évi népszámlálás után Alabama 7 képviselői helyhez jutott.
| Kongresszus                                                | Körzet             | Körzet                      | Körzet                    | Körzet                 | Körzet                   | Körzet                      | Körzet                 | Körzet |
| Kongresszus                                                | 1.                 | 2.                          | 3.                        | 4.                     | 5.                       | 6.                          | 7.                     |        |
| ---------------------------------------------------------- | ------------------ | --------------------------- | ------------------------- | ---------------------- | ------------------------ | --------------------------- | ---------------------- | ------ |
| Az USA 93. kongresszusa (1973–1975)                        | Jack Edwards (R)   | William Louis Dickinson (R) | William Flynt Nichols (D) | Tom Bevill (D)         | Robert E. Jones, Jr. (D) | John Hall Buchanan, Jr. (R) | Walter Flowers (D)     |        |
| Az USA 94. kongresszusa (1975–1977)                        | Jack Edwards (R)   | William Louis Dickinson (R) | William Flynt Nichols (D) | Tom Bevill (D)         | Robert E. Jones, Jr. (D) | John Hall Buchanan, Jr. (R) | Walter Flowers (D)     |        |
| Az USA 95. kongresszusa (1977–1979)                        | Jack Edwards (R)   | William Louis Dickinson (R) | William Flynt Nichols (D) | Tom Bevill (D)         | Ronnie Flippo (D)        | John Hall Buchanan, Jr. (R) | Walter Flowers (D)     |        |
| Az USA 96. kongresszusa (1979–1981)                        | Jack Edwards (R)   | William Louis Dickinson (R) | William Flynt Nichols (D) | Tom Bevill (D)         | Ronnie Flippo (D)        | John Hall Buchanan, Jr. (R) | Richard Shelby (D)     |        |
| Az USA 97. kongresszusa (1981–1983)                        | Jack Edwards (R)   | William Louis Dickinson (R) | William Flynt Nichols (D) | Tom Bevill (D)         | Ronnie Flippo (D)        | Albert L. Smith, Jr. (R)    | Richard Shelby (D)     |        |
| Az USA 98. kongresszusa (1983–1985)                        | Jack Edwards (R)   | William Louis Dickinson (R) | William Flynt Nichols (D) | Tom Bevill (D)         | Ronnie Flippo (D)        | Ben Erdreich (D)            | Richard Shelby (D)     |        |
| Az USA 99. kongresszusa (1985–1987)                        | Sonny Callahan (R) | William Louis Dickinson (R) | William Flynt Nichols (D) | Tom Bevill (D)         | Ronnie Flippo (D)        | Ben Erdreich (D)            | Richard Shelby (D)     |        |
| Az USA 100. kongresszusa (1987–1989)                       | Sonny Callahan (R) | William Louis Dickinson (R) | William Flynt Nichols (D) | Tom Bevill (D)         | Ronnie Flippo (D)        | Ben Erdreich (D)            | Claude Harris, Jr. (D) |        |
| Az USA 101. kongresszusa (1989–1991)                       | Sonny Callahan (R) | William Louis Dickinson (R) | Glen Browder (D)          | Tom Bevill (D)         | Ronnie Flippo (D)        | Ben Erdreich (D)            | Claude Harris, Jr. (D) |        |
| Az USA 102. kongresszusa (1991–1993)                       | Sonny Callahan (R) | William Louis Dickinson (R) | Glen Browder (D)          | Tom Bevill (D)         | Bud Cramer (D)           | Ben Erdreich (D)            | Claude Harris, Jr. (D) |        |
| Az USA 103. kongresszusa (1993–1995)                       | Sonny Callahan (R) | Terry Everett (R)           | Glen Browder (D)          | Tom Bevill (D)         | Bud Cramer (D)           | Spencer Bachus (R)          | Earl F. Hilliard (D)   |        |
| Az USA 104. kongresszusa (1995–1997)                       | Sonny Callahan (R) | Terry Everett (R)           | Glen Browder (D)          | Tom Bevill (D)         | Bud Cramer (D)           | Spencer Bachus (R)          | Earl F. Hilliard (D)   |        |
| Az USA 105. kongresszusa (1997–1999)                       | Sonny Callahan (R) | Terry Everett (R)           | Bob Riley (R)             | Robert B. Aderholt (R) | Bud Cramer (D)           | Spencer Bachus (R)          | Earl F. Hilliard (D)   |        |
| Az USA 106. kongresszusa (1999–2001)                       | Sonny Callahan (R) | Terry Everett (R)           | Bob Riley (R)             | Robert B. Aderholt (R) | Bud Cramer (D)           | Spencer Bachus (R)          | Earl F. Hilliard (D)   |        |
| Az USA 107. kongresszusa (2001–2003)                       | Sonny Callahan (R) | Terry Everett (R)           | Bob Riley (R)             | Robert B. Aderholt (R) | Bud Cramer (D)           | Spencer Bachus (R)          | Earl F. Hilliard (D)   |        |
| Az USA 108. kongresszusa (2003–2005)                       | Jo Bonner (R)      | Terry Everett (R)           | Mike D. Rogers (R)        | Robert B. Aderholt (R) | Bud Cramer (D)           | Spencer Bachus (R)          | Artur Davis (D)        |        |
| Az USA 109. kongresszusa (2005–2007)                       | Jo Bonner (R)      | Terry Everett (R)           | Mike D. Rogers (R)        | Robert B. Aderholt (R) | Bud Cramer (D)           | Spencer Bachus (R)          | Artur Davis (D)        |        |
| Az USA 110. kongresszusa (2007–2009)                       | Jo Bonner (R)      | Terry Everett (R)           | Mike D. Rogers (R)        | Robert B. Aderholt (R) | Bud Cramer (D)           | Spencer Bachus (R)          | Artur Davis (D)        |        |
| Az USA 111. kongresszusa (2009–2011)                       | Jo Bonner (R)      | Bobby Bright (D)            | Mike D. Rogers (R)        | Robert B. Aderholt (R) | Parker Griffith (D)      | Spencer Bachus (R)          | Artur Davis (D)        |        |
| Az USA 111. kongresszusa (2009–2011)                       | Jo Bonner (R)      | Bobby Bright (D)            | Mike D. Rogers (R)        | Robert B. Aderholt (R) | Parker Griffith (R)      | Spencer Bachus (R)          | Artur Davis (D)        |        |
| Az USA 112. kongresszusa (2011–2013)                       | Jo Bonner (R)      | Martha Roby (R)             | Mike D. Rogers (R)        | Robert B. Aderholt (R) | Mo Brooks (R)            | Spencer Bachus (R)          | Terri Sewell (D)       |        |
| Az Amerikai Egyesült Államok 113. kongresszusa (2013–2015) | Jo Bonner (R)      | Martha Roby (R)             | Mike D. Rogers (R)        | Robert B. Aderholt (R) | Mo Brooks (R)            | Spencer Bachus (R)          | Terri Sewell (D)       |        |
| Bradley Byrne (R)                                          |                    | Martha Roby (R)             | Mike D. Rogers (R)        | Robert B. Aderholt (R) | Mo Brooks (R)            | Spencer Bachus (R)          | Terri Sewell (D)       |        |
| Az Amerikai Egyesült Államok 114. kongresszusa (2015–2017) | Gary Palmer (R)    | Martha Roby (R)             | Mike D. Rogers (R)        | Robert B. Aderholt (R) | Mo Brooks (R)            |                             | Terri Sewell (D)       |        |

## Jelmagyarázat
| Know Nothing (Amerika-párt) (K-N)                  |
| Jackson-ellenes (Anti-J)–Nemzeti Republikánus (NR) |
| Adminisztráció-ellenes (Anti-Admin)                |
| Kőműves-ellenesek (Anti-M)                         |
| Konzervatív (Con)                                  |
| Demokrata (D)                                      |
| Dixiecrat–Államjog (SR)                            |
| Demokrata-Republikánus Párt (D-R)                  |
| Demokrata–Gazda–Munkáspárt (FL)                    |
| Föderalista (F)                                    |

| Szabad Demokrata (FS) |
| Ingyen Ezüst (FSv)    |
| Egyesülés (FU)        |
| Zöldhasú (GB)         |
| Zöld Párt (G)         |
| Jacksonian (J)        |
| Pártatlan Liga (NPL)  |
| Nullifier (N)         |
| Ellenzék (O)          |
| Populista (Pop)       |

| Adminisztráció-párti (Pro-Admin) |
| Progresszív (Prog)               |
| Szesztilalom (Proh)              |
| Helyreállító (Rea)               |
| Republikánus Párt (R)            |
| Szocialista (Soc)                |
| Unionista (U)                    |
| Whig (W)                         |
| Libertárius (L)                  |
| Függetlenek (I)                  |